# West Point (Arkansas)
West Point – miasto w Stanach Zjednoczonych, w stanie Arkansas, w hrabstwie White.